# Baad
Baad ist ein Ort im Kleinwalsertal in Vorarlberg und gehört zur Gemeinde Mittelberg im Bezirk Bregenz.

## Geografie
Der Ort befindet sich 35½ Kilometer südöstlich von Bregenz, 28½ Kilometer südlich von Immenstadt, im westlichen Teil der Allgäuer Alpen, zwischen den Nordwestlichen Walsertaler Bergen und den Südöstlichen Walsertaler Bergen.
Baad liegt am Ende des Kleinwalsertals, noch etwa 4 km hinter Mittelberg, auf etwa 1244 m ü. A. Höhe.
Der Ort ist ein Ortschaftsbestandteil der Ortschaft Mittelberg, wird aber ortsüblich als eigenständiger Ortsteil gerechnet. Er umfasst, zusammen mit der kleinen Ortslage Vorderboden, etwa 35 Gebäude mit um die 150 Einwohnern.
|                     | Lüchlealpe                                  | Hennenalpe            |
| Turaalpe Spitalalpe | Kompassrose, die auf Nachbargemeinden zeigt | Alpenwald Vorderboden |
|                     | Züglalpe                                    |                       |

Am Ende des Tales in Baad teilt sich das Kleinwalsertal in drei kleine Täler:
- Bärgunttal
- Derrenbachtal (Derratal)
- Turatal (auch Starzeltal)

In Baad wird die Breitach aus den Bächen dieser drei Täler (Bärguntbach, Derrenbach, Turabach) zusammengeführt.
Westlich von Baad befindet sich in der Nähe der Hochstarzel das Starzeljoch (1867 m ü. A.), über das man in die Ortschaft Schoppernau im Bregenzerwald gelangt. Südlich vor Baad thront der höchste Berg des Kleinwalsertales, der Große Widderstein (2533 m ü. A.). Er ist über das Bärgunttal zu erreichen.

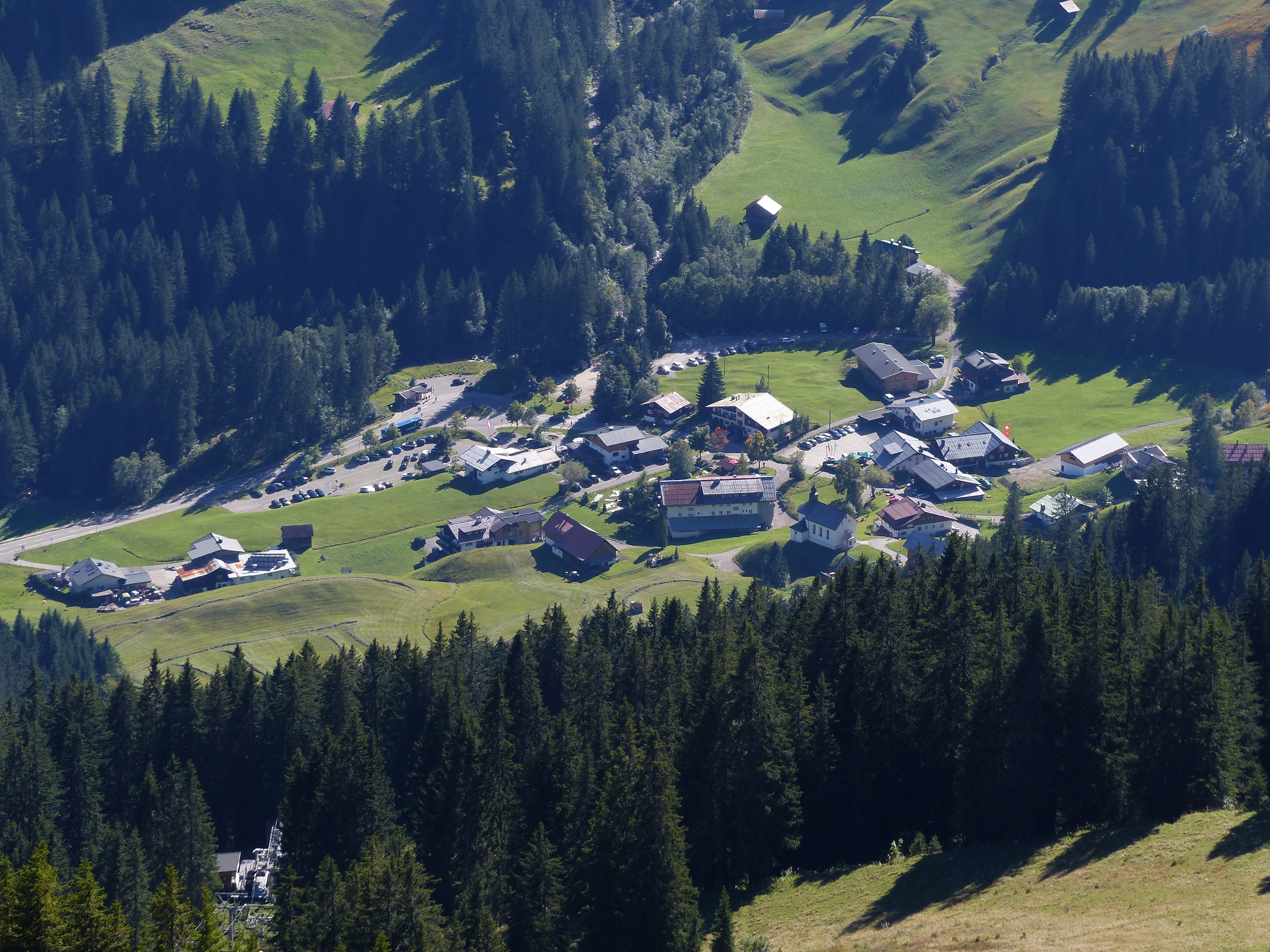
Baad vom Walmendinger Horn
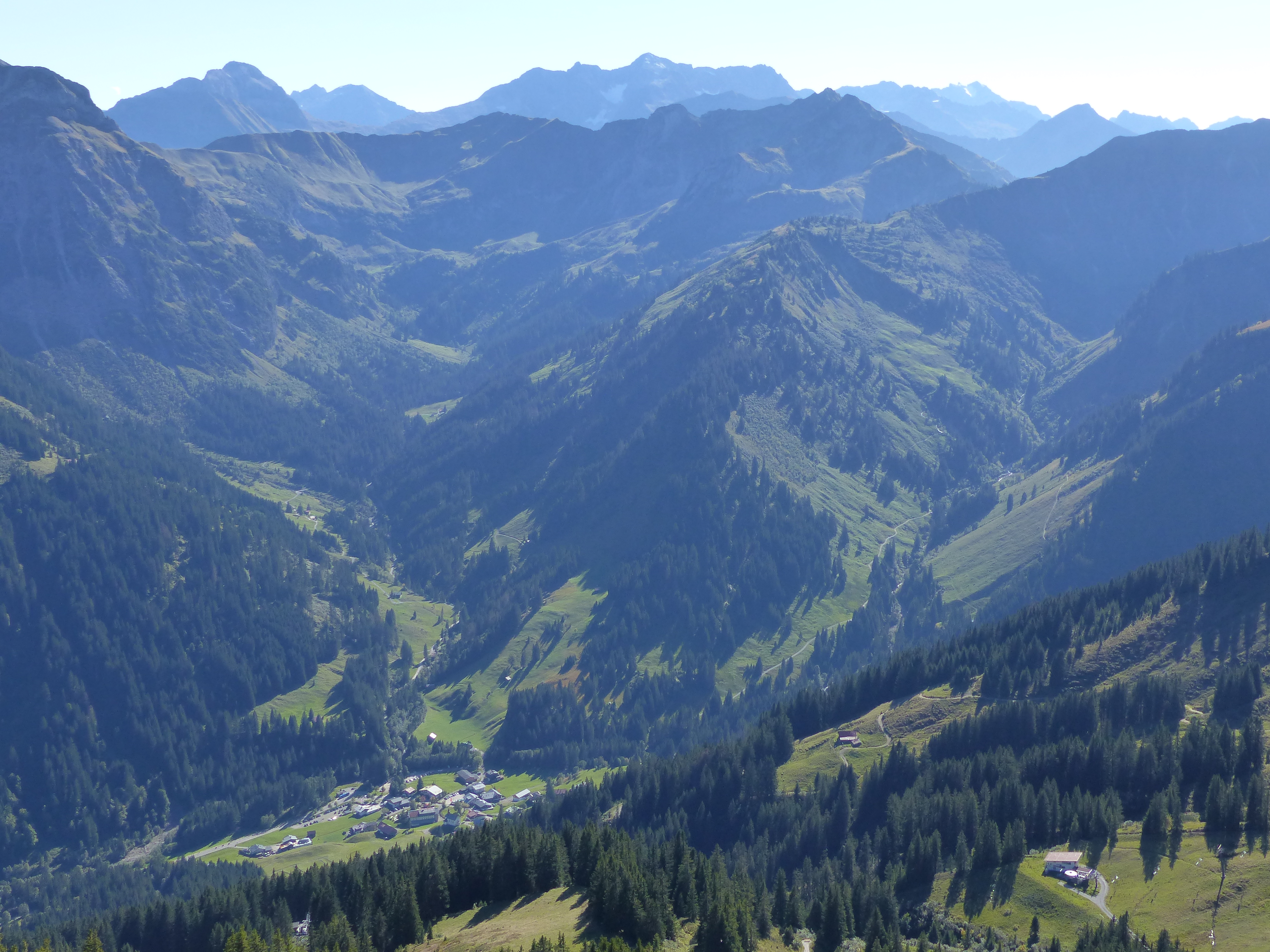
Baad, Bärgunttal (li.) und Derrenbachtal (re.)
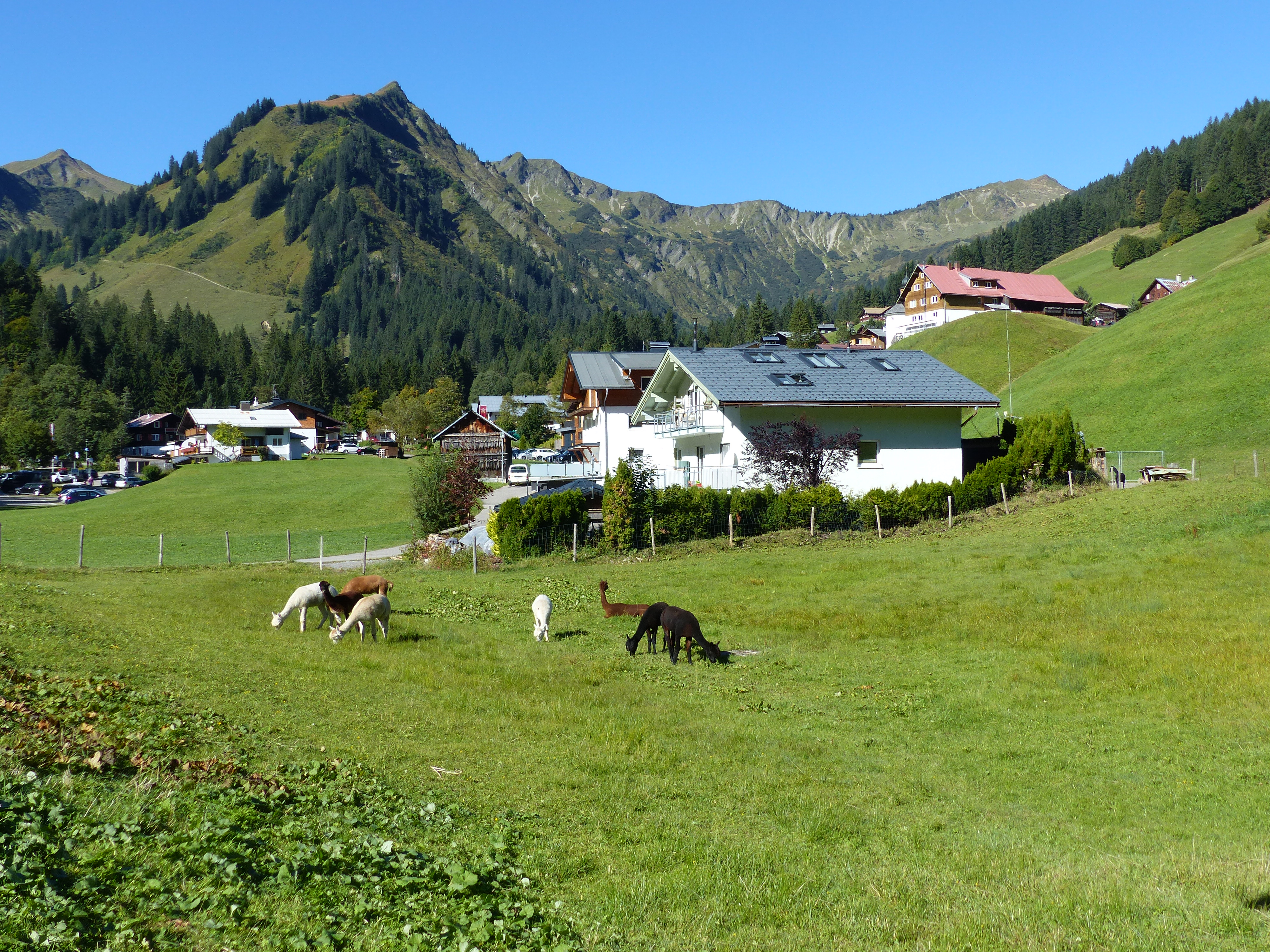
Baad mit Unspitze
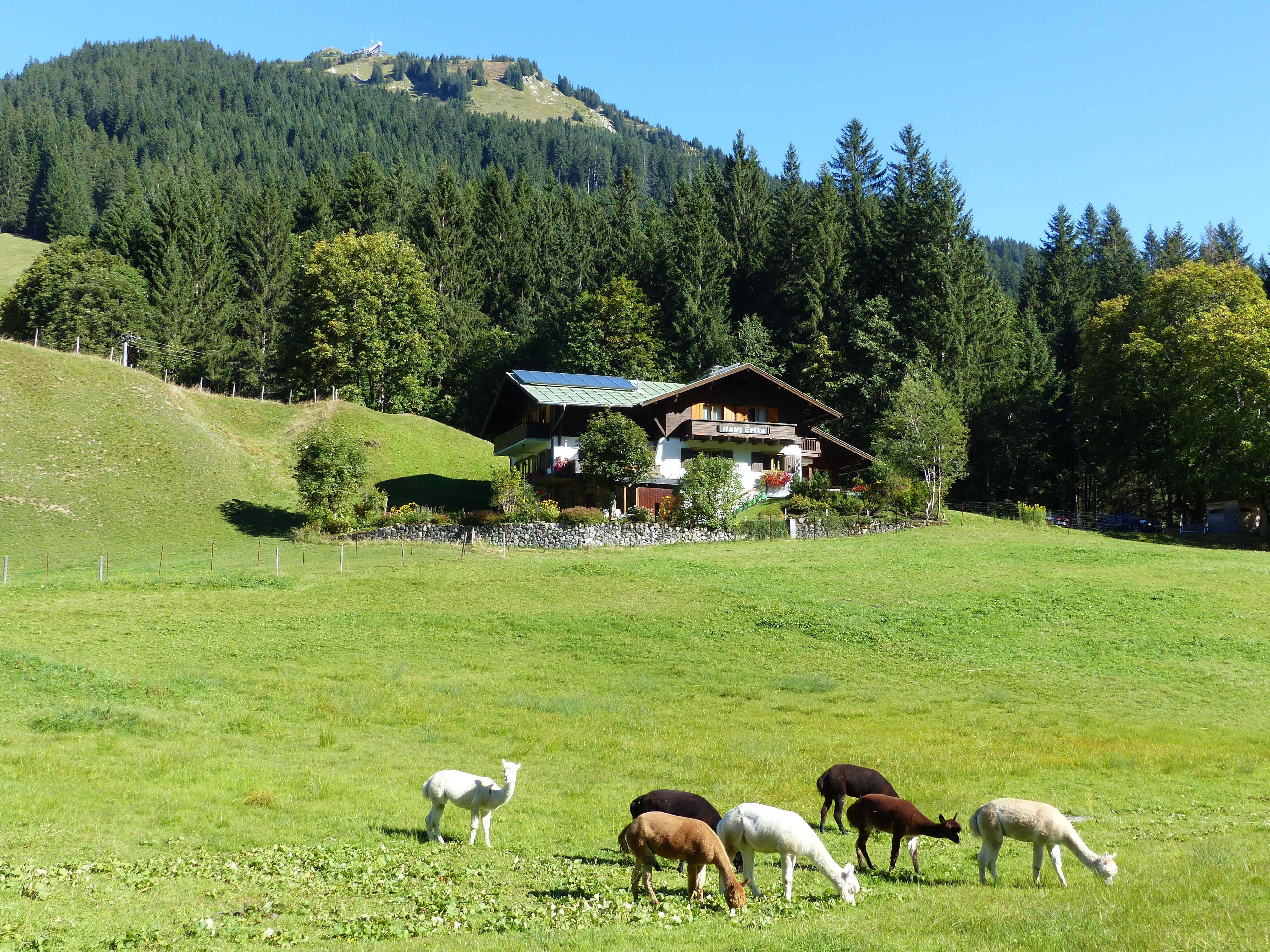
Baad mit Walmendingerhorn
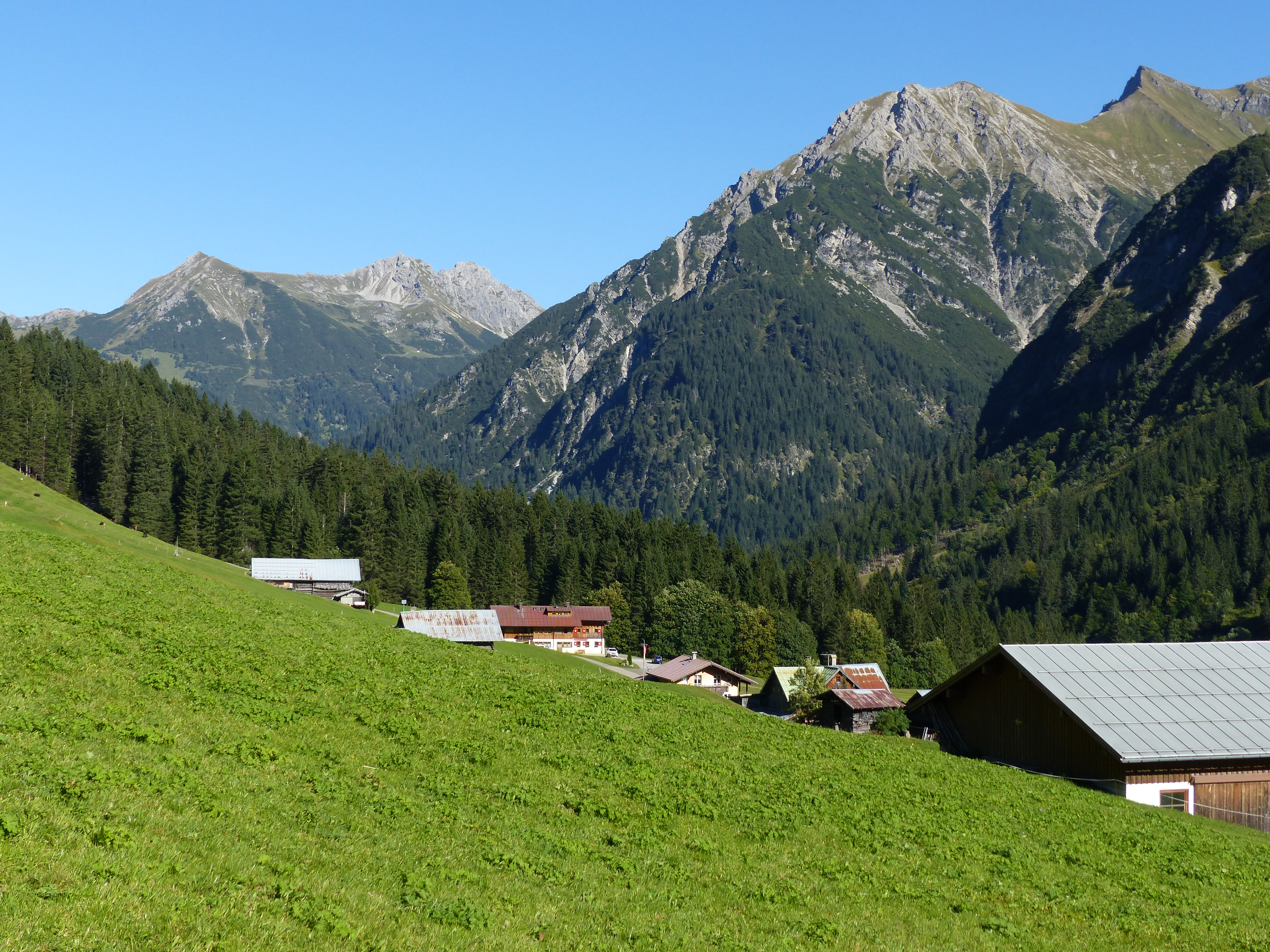
Baad mit Elferkopf und Zwölferkopf
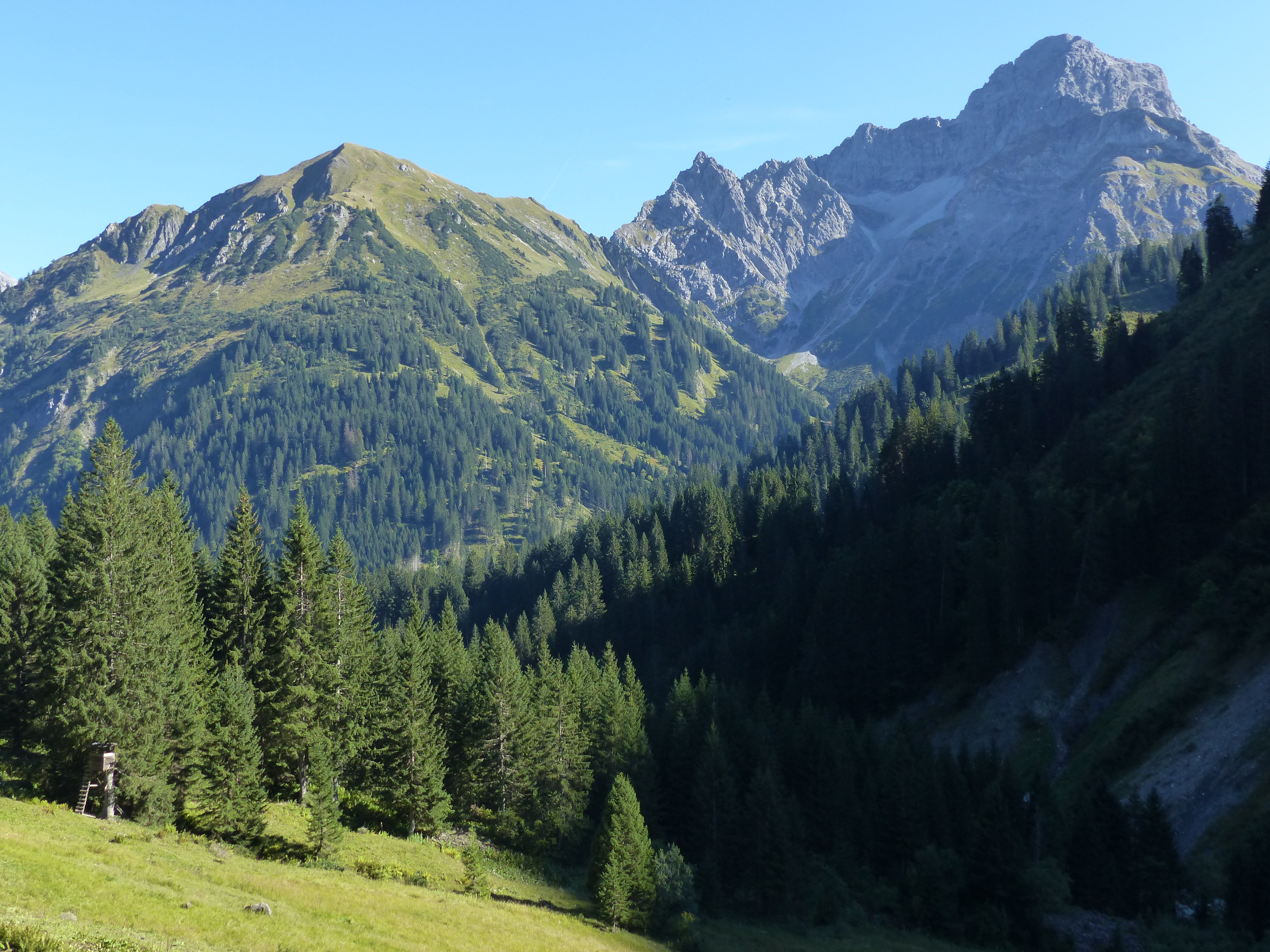
Bärenkopf und Großer Widderstein von etwas oberhalb von Baad

## Geschichte

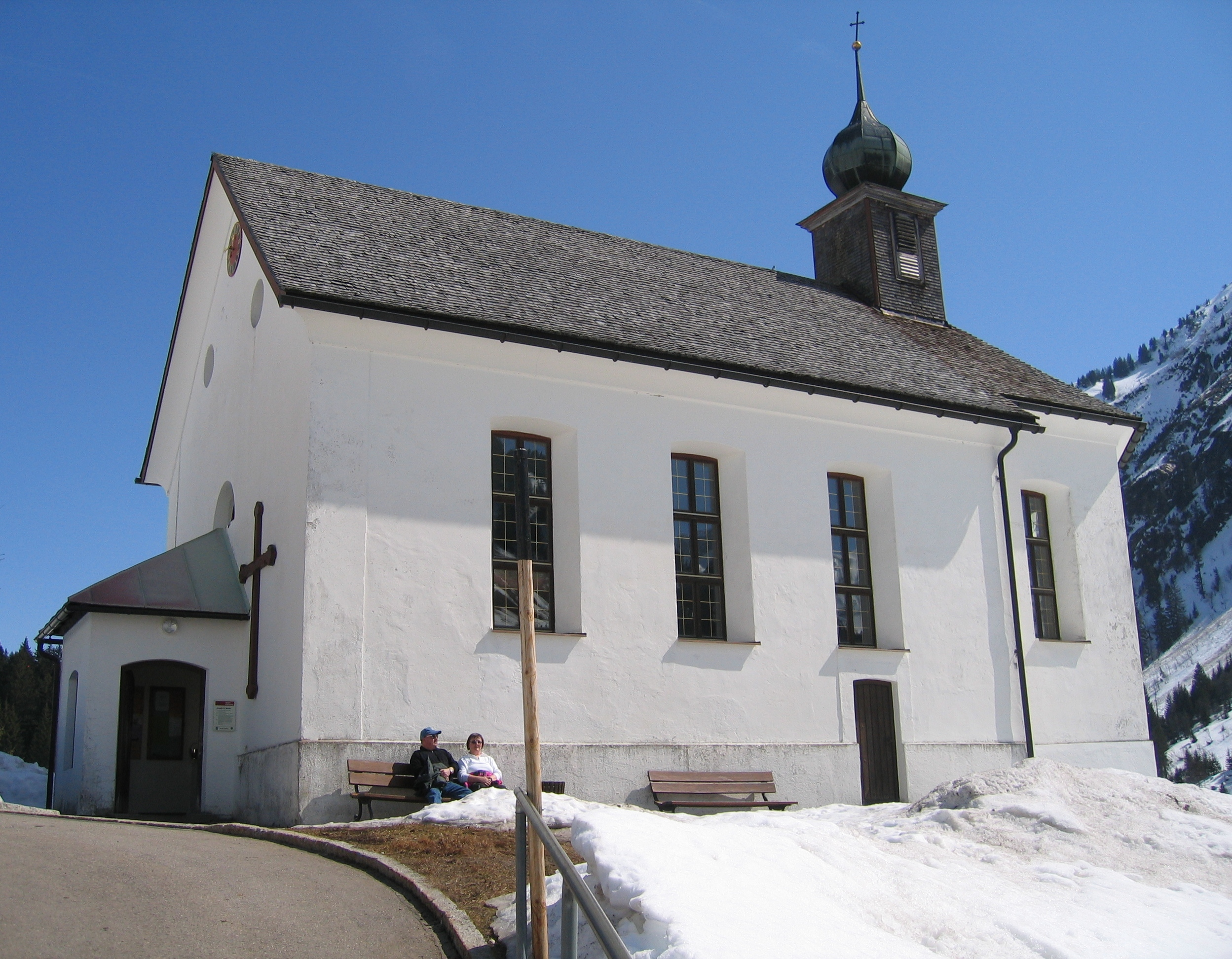
Kirche St. Martin in Baad

Den Namen hat Baad von einer längst versiegten Heilquelle und leitet sich aus der Bezeichnung Heilbad ab.
1434 wurde die schwefelhaltige Quelle erstmals urkundlich erwähnt. Betreut wurde die Quelle im damaligen Gasthof zur Sonne, dem heutigen Haus Paul, das hier als erstes Haus erbaut wurde – vorher bestand hier nur eine Alpe.
1860 versiegte die Quelle durch einen Erdrutsch. Versuche, die Quelle anschließend wieder zu fassen, scheiterten.
1851 wurde die Martinskapelle an ihrem jetzigen Standpunkt erbaut und 1855 geweiht. Bereits 1636 bestand eine Kapelle, die 1663 geweiht wurde, um den Bewohnern und den Badegästen den langen Weg zur Pfarrkirche Mittelberg zu ersparen. 1711 wurde die Kapelle zur Expositur erklärt und das Gebäude 1738 und 1767 vergrößert.
In der Nähe von Baad, am linken Ufer der Breitach, wurden auch schwache Eisenquellen aufgefunden, die jedoch keine Bedeutung im Heilbadebetrieb erlangten.
| Vorderösterreich/Gf.Grft. Tirol(Kthm. Österr.) (K) | Vorderösterreich/Gf.Grft. Tirol(Kthm. Österr.) (K) | Vorderösterreich/Gf.Grft. Tirol(Kthm. Österr.) (K) | Vorderösterreich/Gf.Grft. Tirol(Kthm. Österr.) (K) | Vorderösterreich/Gf.Grft. Tirol(Kthm. Österr.) (K) | Vorderösterreich/Gf.Grft. Tirol(Kthm. Österr.) (K) | Vorderösterreich/Gf.Grft. Tirol(Kthm. Österr.) (K) | Krld. Vorarlberg (Österr.- Ugrn.) | Krld. Vorarlberg (Österr.- Ugrn.) | Krld. Vorarlberg (Österr.- Ugrn.) | Bdl. Vorarlberg (Rep. Österr.) | Bdl. Vorarlberg (Rep. Österr.) | Bdl. Vorarlberg (Rep. Österr.) | Bdl. Vorarlberg (Rep. Österr.) | Bdl. Vorarlberg (Rep. Österr.) | Bdl. Vorarlberg (Rep. Österr.) |
| 1434                                               | 1636                                               | 1777                                               | 1797                                               | 1824                                               | 1837                                               | 1850                                               | 1890                              | 1900                              | 1910                              | 1951                           | 1961                           | 1971                           | 1981                           | 1991                           | 2001                           |
| −                                                  | −                                                  | 39                                                 | −                                                  | 56                                                 | 57                                                 | 55                                                 | 49                                | 34                                | 54                                | 79                             | 108                            | 136                            | 122                            | 156                            | −                              |
| 1                                                  | 12                                                 | −                                                  | 13                                                 | −                                                  | 13                                                 | −                                                  | 12                                | 10                                | 10                                | 17                             | 20                             | 44                             | 30                             | 35                             | −                              |

1777: 28 Kommunikanten
nach 1991 keine eigenständige Erfassung der Ortschaftsbestandteile mehr
(K) Kaisertum an 1804, zwischenzeitlich französisch/bayerisch

## Wirtschaft und Infrastruktur

### Verkehr
In Baad endet die öffentliche Straße des Kleinwalsertals.
Baad ist an den öffentlichen Busverkehr (Walserbus) angeschlossen. Zu Saisonzeiten hat dieser eine 10-minütige Taktung. Die Benutzung ist mit einer Gästekarte des Kleinwalsertals kostenfrei. Der Bus verbindet Baad mit dem auf deutschem Staatsgebiet liegenden Bahnhof Oberstdorf, welcher der nächstgelegene Eisenbahnanschluss des gesamten Kleinwalsertals ist.

### Tourismus

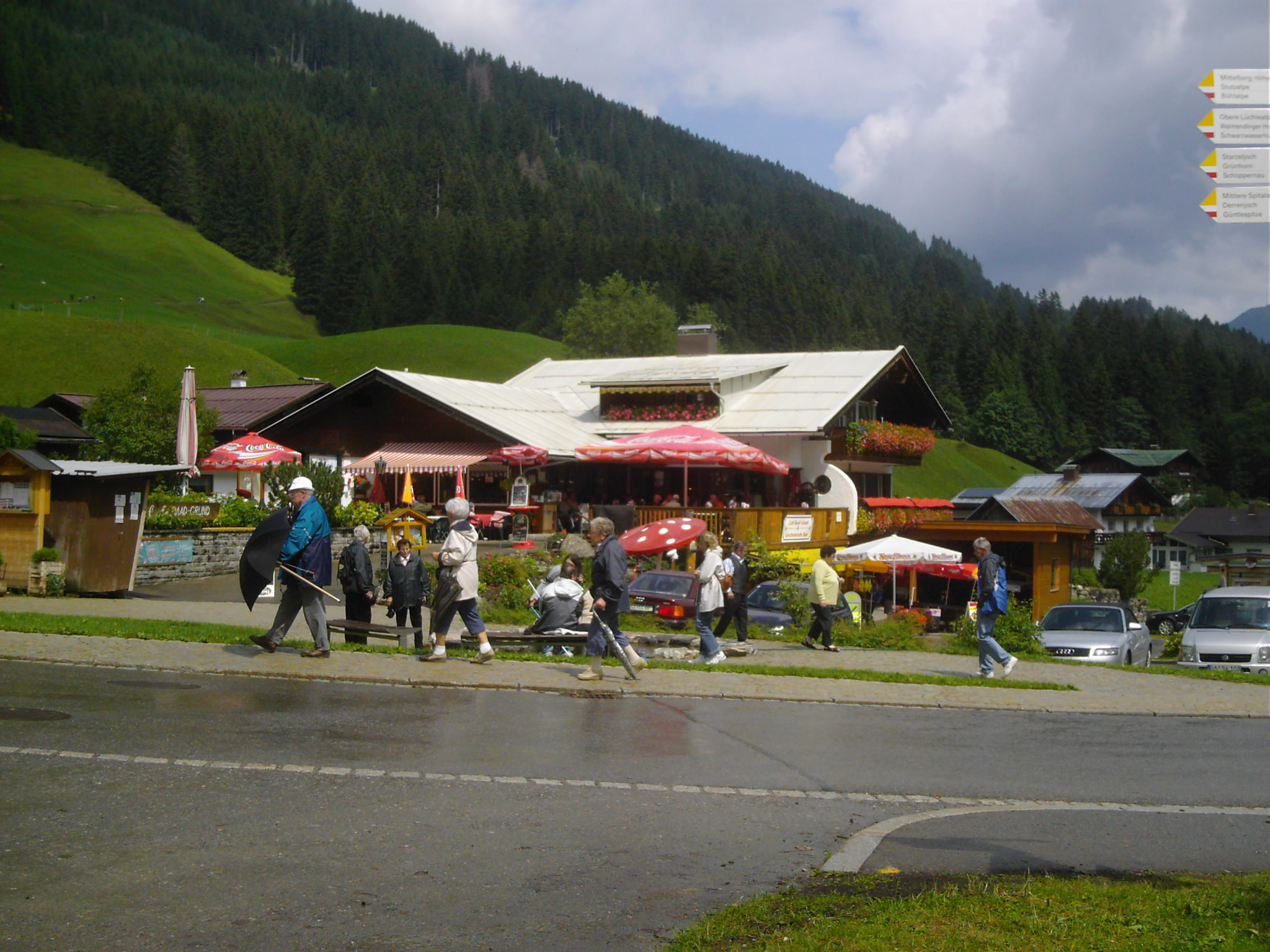
Wanderer und Gasthäuser in Baad

Baad ist Ausgangspunkt vieler Wanderwege, u. a. auch zum Aufstieg auf den Widderstein. In beinahe jedem Haus findet man Ferienwohnungen und Gastronomie. Vor dem Ortseingang befindet sich der Campingplatz von Mittelberg.
In Baad steht eines der drei Bildungszentren von Outward Bound Deutschland.
Wintersport:
- Skilanglauf: Durch Baad zieht sich ein Teil der Steinbockloipe, einem 16 km langen Rundkurs zwischen Mittelberg und Baad.
- Alpinski: Seit Abbau des letzten Skilifts im Jahr 2000 sind innerhalb des Ortsteils keine Skipisten mehr vorhanden. Auch fehlt ein direkter Liftanschluss an eines der Skigebiete im Kleinwalsertal. Die Talstation des nächstgelegenen Skigebiets (Walmendingerhornbahn) befindet sich in Mittelberg und ist per PKW oder Bus erreichbar.

## Kultur und Sehenswürdigkeiten
- Kuratienkirche hl. Martin
- Schul- und Kaplanhaus, denkmalgeschützt

- Hochalpsee, Bergsee im Bärgunttal (1970 m ü. A.)

## Nachweise
- 80228 – Mittelberg. Gemeindedaten der Statistik Austria

1. 1 2 3  Kurt Klein (Bearb.): Historisches Ortslexikon. Statistische Dokumentation zur Bevölkerungs- und Siedlungsgeschichte. Hrsg.: Vienna Institute of Demography [VID] d. Österreichische Akademie der Wissenschaften. Vorarlberg, Mittelberg: Mittelberg: Baad OB
, S. 43 (Onlinedokument, Erläuterungen. Suppl.; beide PDF – o.D. [aktual.]).
Spezielle Quellenangaben: 1434, 1636: Kirchenführer Baad. •
1777: Erhebungen über die Seelenzahl der Pfarren und Gerichte (VLA, Kreis- und Oberamt Bregenz, Nr. 386 und 387). •
1824: Catalogus Personarum Ecclesiasticarum Dioecesis Brixinensis 1824 (Angaben wohl 1822, aber mit 1824 zitiert). •
1837: Bevölkerungszählung. Publ. in: Johann Jakob Staffler: Bevölkerungszählung. In: Tirol und Vorarlberg, statistisch und topographisch, mit geschichtlichen Bemerkungen. 2. Teil, 1. Bd. 1841, S. o.A. (4 Bände 1839–46). •
1850: Bevölkerungszählung (Erlass der Organisierungs-Landeskommission vom 24. November 1854, womit die Übersicht der nach der politischen und gerichtlichen Organisierung der gefürsteten Grafschaft Tirol mit Vorarlberg jedem Bezirk zugewiesenen Ortsgemeinden kundgemacht wird, Landesregierungsblatt für die gefürstete Grafschaft Tirol mit Vorarlberg, II. Abt., 22). Ergänzende Angaben zur Häuserzahl: Adolph Schaubach: Die deutschen Alpen, 2. Bd. Nordtirol, Vorarlberg und Oberbayern für Einheimische und Fremde geschildert. 2. Auflage. 1866. •
1890: Statistische Central-Commission: Spezial-Orts-Repertorien der im österreichischen Reichsrat vertretenen Königreiche und Länder. 1883 resp. 1892 ff. •
1900: Statistische Central-Commission: Gemeinde-Lexikon der im Reichsrat vertretenen Königreiche und Länder. 1903 ff. •
1910: Statistische Central-Commission: Spezial-Repertorien. 1915 ff. •
1951 und später: Österreichisches Statistisches Zentralamt/Statistik Austria (Hrsg.): Ortsverzeichnis. (Ergebnisse der Volkszählungen).
2. ↑  Christoph Vallaster: Kleines Vorarlberger Heilbäderbuch. Buch Spezial Verlag, Dornbirn 1984, ISBN 3-900496-03-3, S. 17.
3. ↑  Christoph Vallaster: Kleines Vorarlberger Heilbäderbuch. Buch Spezial Verlag, Dornbirn 1984, S. 17.
4. ↑  Christoph Vallaster: Kleines Vorarlberger Heilbäderbuch. Buch Spezial Verlag, Dornbirn 1984, S. 18.
5. ↑  Die Gästekarte fürs Tal. Abgerufen am 25. Dezember 2021.